# Campeonato Brasileiro de Basquete Masculino – 2.ª Divisão
O Campeonato Brasileiro de Basquete Masculino - 2.ª Divisão é a divisão de acesso à elite brasileira de basquete. Atualmente é organizada pela Confederação Brasileira de Basketball (CBB). 
Disputado pela primeira vez em 1996, teve diversas nomenclaturas ao longo dos anos, até chegar à atual: Campeonato Brasileiro de Clubes CBB. Também teve um período de hiato entre 2005 e 2010, quando não foi realizada nenhuma competição adulta de alcance nacional que dava ingresso ao Campeonato Brasileiro da 1.ª Divisão.

## História
A primeira competição do basquete brasileiro a ser considerada a segunda divisão foi a Liga Nacional B, que dava acesso ao Campeonato Nacional de Basquete Masculino, que entre 1990 e 2008 foi o principal torneio de basquete no Brasil. Os primeiros colocados da Liga B enfrentavam, em um playoff, os últimos colocados do Campeonato Nacional para decidir a vaga no campeonato da primeira divisão do ano seguinte. O primeiro campeão foi o Dharma/Yara/Franca. Devido a uma regra criada pela CBB, equipes paulistas da série B só poderiam jogar contra equipes do estado de São Paulo da série A. A Liga Nacional B foi disputada em 1996 e 1997, sendo descontinuada após o título do Tijuca TC.
Outra competição que serviu como divisão de acesso à elite do basquete brasileiro foi a Supercopa Brasil. Nos primeiros anos (1997 a 2004), era disputado como seletiva para o Campeonato Nacional de Basquete. A partir de 2011, quando foi retomado, passou a dar ao campeão e vice o direito de pleitear uma vaga no Novo Basquete Brasil (Campeonato Brasileiro da 1ª Divisão), desde que atendessem as exigências técnicas e financeiras do torneio, ficando, portanto, com ares de segunda divisão. Em 2013, o vencedor e o segundo colocado da Supercopa tiveram que disputar um triangular com o penúltimo colocado da fase de classificação do NBB 12-13, com a finalidade de definir quais seriam os dois integrantes da temporada 13-14.
Em 2014, a LNB criou a Liga Ouro de Basquete, que passou a ser a 2ª Divisão do NBB. Com isso, a Supercopa passou a equivaler à terceira divisão do basquetebol masculino brasileiro, pois dava aos dois melhores colocados vaga na Liga Ouro.
No final de 2018, a Confederação Brasileira de Basketball aunuciou a criação do Campeonato Brasileiro de Clubes CBB. O torneio substituiu a Supercopa Brasil, que também era organizada pela CBB e teve sua última edição em 2018. Em sua edição inaugural, em 2019, o Brasileiro de Clubes CBB pôde ser considerada uma 3ª divisão, atrás do NBB e da Liga Ouro; com a extinção desta última, a partir de 2020 o Campeonato Brasileiro de Clubes se tornou a 2ª divisão do basquete nacional. Por ser considerado a divisão de acesso, o campeão terá direito de pleitear uma vaga no NBB.

## Edições
Como Liga Nacional B
Como Supercopa Brasil de Basquete
Como Liga Ouro de Basquete
Como Campeonato Brasileiro de Clubes CBB
Notas
1. ↑  Neste ano, não houve final. A competição foi decidida numa fase final de grupos.

## Títulos

### Por equipe
| Clube              | Títulos         | Vices                 |
| ------------------ | --------------- | --------------------- |
| Tijuca             | 2 (1997 e 2011) | 0                     |
| São José           | 1 (2022)        | 1 (2018)              |
| Dharma/Yara/Franca | 1 (1996)        | 0                     |
| Mogi das Cruzes    | 1 (2012)        | 0                     |
| Fluminense         | 1 (2013)        | 0                     |
| Rio Claro          | 1 (2014)        | 0                     |
| Caxias do Sul      | 1 (2015)        | 0                     |
| Vasco da Gama      | 1 (2016)        | 0                     |
| Botafogo           | 1 (2017)        | 0                     |
| Corinthians        | 1 (2018)        | 0                     |
| Unifacisa          | 1 (2019)        | 0                     |
| União Corinthians  | 1 (2021)        | 0                     |
| Cruzeiro           | 1 (2023)        | 0                     |
| Liga Sorocabana    | 0               | 3 (2011, 2022 e 2023) |
| Londrina           | 0               | 1 (1996)              |
| Uberlândia T.C.    | 0               | 1 (1997)              |
| Palmeiras          | 0               | 1 (2012)              |
| Macaé              | 0               | 1 (2013)              |
| Lins Basquete      | 0               | 1 (2014)              |
| Sport              | 0               | 1 (2015)              |
| Campo Mourão       | 0               | 1 (2016)              |
| AABJ-Joinville     | 0               | 1 (2017)              |
| São Paulo          | 0               | 1 (2019)              |
| Flamengo/Blumenau  | 0               | 1 (2021)              |

### Por federação
| Estado            | Títulos | Vices |
| ----------------- | ------- | ----- |
| São Paulo         | 5       | 7     |
| Rio de Janeiro    | 5       | 1     |
| Rio Grande do Sul | 2       | 0     |
| Minas Gerais      | 1       | 1     |
| Paraíba           | 1       | 0     |
| Paraná            | 0       | 2     |
| Santa Catarina    | 0       | 2     |
| Pernambuco        | 0       | 1     |